# Des Königs Befehl
Des Königs Befehl ist eine deutsche Stummfilmkomödie aus dem Jahre 1926 von Curt Blachnitzky mit Georg Burghardt als Preußenkönig Friedrich II. und den beiden Schwestern Grete und Hanni Reinwald als heiratswillige Töchter. Hans Stüwe als einer der beiden Leutnants gab hier sein Filmdebüt.

## Handlung
Preußen im 18. Jahrhundert. Der alte Baron Wendel plant, seine beiden Töchter mit zwei Franzosen zu verheiraten. Dafür aber möchte er gern die Zustimmung seines Monarchen, König Friedrichs des Großen. Anfänglich stimmt der alte Fritz dem zu, dann aber fällt dem Staatsoberhaupt siedendheiß ein, dass dadurch eine beträchtliche Summe an preußischen Talern ins Ausland wandern könnte. Sogleich kommandiert er aus seiner Truppe zwei junge Leutnants ab und gibt ihnen den Befehl, sich um die heiratsfähigen Wendel-Frolleins zu kümmern, auf dass weder diese noch deren väterliches Vermögen nach Frankreich abwandern. Da trifft es sich gut, dass beide Leutnants sich auch in die jungen Damen verlieben und sich die beiden Franzosen als ausgesprochene Halunken erweisen, die sofort Reißaus nehmen, als ihnen zugetragen wird, dass der König das Wendel-Vermögen festgesetzt habe. Ende gut, alles gut: Die Wendel-Schwestern heiraten die beiden Leutnants, und der König kann erreichen, dass kein einziger Preußentaler ins Ausland abwandern kann.

## Produktionsnotizen
Des Königs Befehl entstand im Mai bis Juli 1926 im Filmatelier von Staaken, passierte am 6. August 1926 die Zensur und wurde noch im selben Monat im Berliner Alhambra-Kino uraufgeführt. Der für die Jugend freigegebene Streifen besaß sieben Akte, verteilt auf 2163 Metern Länge.
Willi A. Herrmann und Ernst Meiwers gestalteten die Filmbauten. Der Schriftsteller Hans Vietzke gab hier sein Filmdebüt als Drehbuchautor.